# Les Lundis au soleil
Pour plus de détails, voir Fiche technique et Distribution.
Les Lundis au soleil (Los lunes al sol) est un drame social espagnol de 2002, réalisé par Fernando León et interprété notamment par Javier Bardem, Luis Tosar et José Ángel Egido.

## Synopsis
Cinq ans après la fermeture du chantier naval et la lutte sociale contre les licenciements, Santa, José et autres chômeurs du port industriel de Vigo en Galice vivent au jour le jour. Dans la rue, sur le bac ou au bar La Naval (tenu par un ancien collègue), ils discutent de tout et de rien, partageant angoisses et humiliations, mais aussi plaisanteries et illusions. Pour Santa, la dignité est la seule chose qu'il ne cédera pas aux patrons, aux banquiers ou à la justice, qui le poursuit pour un lampadaire détruit lors des grèves.

## Commentaire
L'accroche dit que « ce film n'est pas basé sur une histoire vraie... mais sur mille » : il s'inspire en effet des conséquences humaines de la reconversion industrielle de Vigo, et rappelle également le drame des chantiers navals de Gijón. Le tournage a d'ailleurs eu lieu dans ces deux ports du nord-ouest de l'Espagne, Vigo en Galice et Gijón en Asturies. Le film s'inspire concrètement de la vie des syndicalistes Cándido González Carnero et Juan Manuel Martínez Morala.
Le personnage d'Amador sera repris en 2010 dans le film justement appelé Amador de Fernando León, et interprété à nouveau par Celso Bugallo.
Les lundis au soleil est l'un des films parodiés dans Spanish Movie.

## Fiche technique
- Titre : Les Lundis au soleil
- Titre original : Los lunes al sol
- Réalisation : Fernando León de Aranoa
- Scénario : Fernando León de Aranoa, Ignacio del Moral
- Photo : Alfredo Mayo
- Musique : Lucio Godoy
- Producteur : Elías Querejeta
- Budget : 3,354 millions d'euros
- Pays d'origine : Espagne
- Langue : espagnol
- Genre : drame
- Durée : 113 minutes
- Date de sortie : 2002

## Distribution
- Javier Bardem : Santa
- Luis Tosar : José
- José Ángel Egido : Lino
- Nieve de Medina : Ana
- Enrique Villén : Reina
- Celso Bugallo : Amador
- Joaquín Climent : Rico
- Aida Folch : Nata
- Serge Riaboukine : Serguei
- Laura Domínguez : Ángela

## Distinctions
- Festival de Saint-Sébastien 2002 : quatre prix, dont la Coquille d'or
- Goya du cinéma espagnol en 2003 : cinq prix : meilleur film, meilleur réalisateur (Fernando León), et meilleurs acteurs principal (Javier Bardem), secondaire (Luis Tosar) et révélation (José Ángel Egido)
- Prix Jules-Verne du meilleur film au Festival du film espagnol de Nantes en 2004